# Minifix

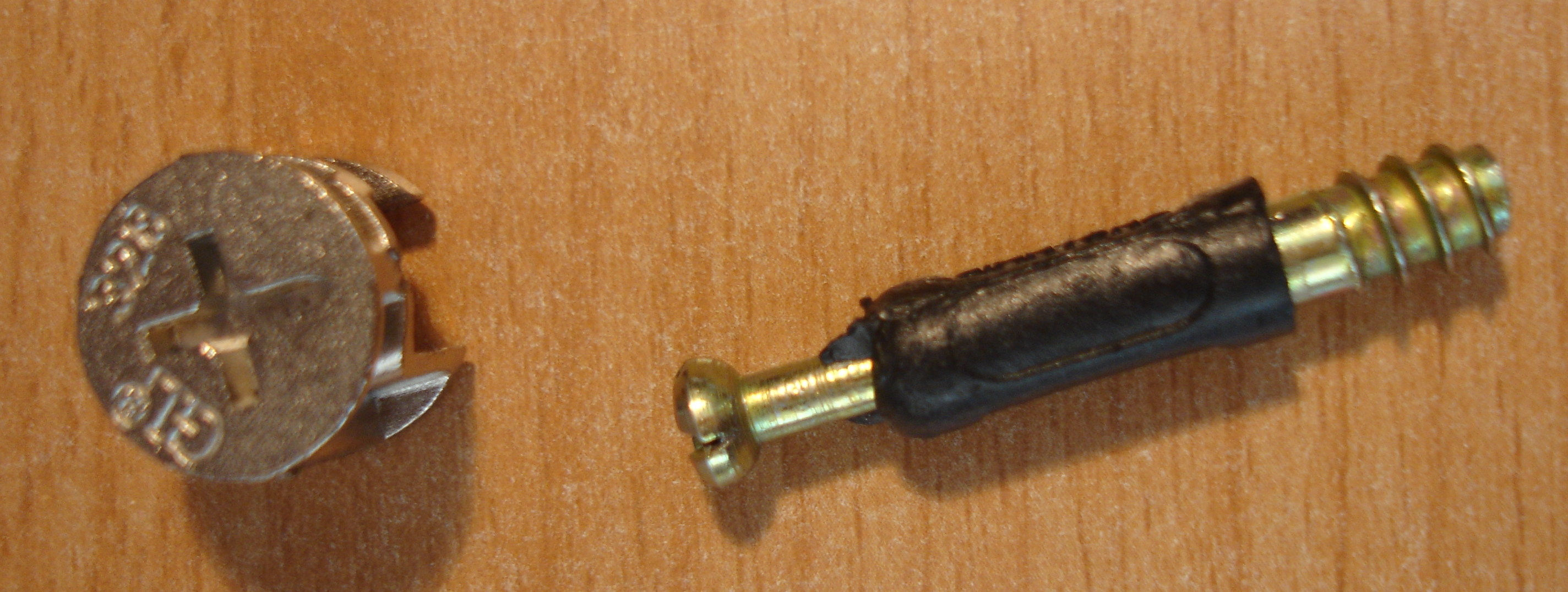
Links de moer, rechts de bout

Minifix is een constructie die wordt gebruikt om panelen van spaanplaat rechthoekig aan elkaar te monteren.
Minifix wordt veel gebruikt bij meubelbouwpakketten.
Ter illustratie een voorbeeld van de wijze waarop een verticaal paneel, bijvoorbeeld de zijwand van een kast, op een bodemplaat wordt gemonteerd.
In de bodemplaat bevinden zich blinde gaten met een diameter van 5 mm. 
Hierin worden minifixbouten geschroefd.
In de kopse kant van de zijwand bevinden zich gaten van 8 mm. 
De zijwand kan over de minifixbouten worden gezet, maar zit nu nog niet vast.
Opzij in de zijwand bevinden zich blinde gaten met een diameter van 15 mm, die inwendig corresponderen met de eerder genoemde gaten.
Hierin wordt een minifixmoer gezet. 
De moer grijpt om de top van de bout en wordt met een schroevendraaier 195 graden omgedraaid, waardoor hij de bout naar binnen trekt en er een stevige verbinding ontstaat.
Uiteindelijk is alleen de bovenkant van de moeren zichtbaar.
Een minifixverbinding wordt voor extra stevigheid vaak gecombineerd met deuvels. De deuvels zorgen ervoor dat beide stukken niet kunnen verschuiven ten opzichte van elkaar.
Deze deuvels hoeven niet vastgelijmd te worden - de minifixverbinding zorgt ervoor dat de constructie niet uit elkaar valt.